# Destan Dogan
Destan Doğan (* 1. Januar 1981 in Gülveren bei Erzurum, Provinz Tekman) ist ein kurdischer Sänger und Unternehmer.

## Leben
Destan Dogan besuchte die Grundschule und Mittelschule in Tekan. Danach absolvierte er in Erzurum das Gymnasium. In der Grundschule ist er bereits mit Musikdarbietungen aufgetreten. Er wurde durch Sivan Perver und Aram Tigran inspiriert. Die Erzähl- und Dichtkunst „dengbej“ und „cirokbej“ hat er autodidaktisch erlernt.
Im Jahr 2013 wanderte Destan Dogan nach Deutschland aus.
Gegenwärtig ist er aktiv in der Musikbranche und betreut talentierte junge Künstler mit seinen Kenntnissen und bietet seine Unterstützung an. Er arbeitet eng mit Nurullah Cacan zusammen. Sie betreuen Projekte von im Exil lebenden kurdischen Musik-Künstlern. Sie verfolgen das Ziel, die kulturellen Hintergründe in biografischer und dokumentarischer Form als Kulturgut an die folgende Generation zu erhalten und weiterzugeben.
Er lebt mit seiner Frau und seiner Tochter in Breisach am Rhein.

## Fernsehen
Bei den Fernsehsendern Denge TV, TRT 6, Atv, und Flash TV, die international über Satellit ausgestrahlt werden, hat er kulturelle Musiksendungen mit Erfolg vorbereitet und moderiert. „Daxwazen We“ (deutsch „Ihr Wunsch“) ist mit 56 Folgen in TRT 6 seine erfolgreichste Musiksendung. Die Sendung „Dem ü Awaz“ erreichte nur Folge 13 bei dem Musik- und Fernsehsender Flash TV nachdem Dogan nach einem Streit über die kurdische oder türkische Schreibweise, die Zusammenarbeit mit dem Sender abgebrochen hatte.

## Musik
Sein Single „Xevnazad“ ist in Kooperation mit Sony Musik entstanden. Darauf folgten die Alben „Jiyan ü Mirov“, „Yek Yek“ und „Be Te Na“. Auf dem Album „Yek Yek“ hat er mit Bawelya und Sivan Perver im Duett gesungen. Dieses Album ist bis heute das Einzige in Kurdischer / Englischer Sprache.